# Цепина (залив)
Вижте пояснителната страница за други значения на Цепина.
Цепина (62°24′07″ ю. ш. 59°21′10″ з. д. / 62.401944° ю. ш. 59.352778° з. д.) е залив на остров Робърт в Антарктика. Получава това име в чест на средновековната крепост Цепина през 2012 г.

## Описание
Заливът се намира южно от скала Галиче и нос Сомовит и северно от нос Батулия. Ширината му е 1 km, врязващ се 850 m в източния бряг на остров Робърт.

## Картографиране
Българска топографска карта от 2009 г.

## Карти
- Л. Иванов. Антарктика: Остров Ливингстън и острови Гринуич, Робърт, Сноу и Смит. Топографска карта в мащаб 1:120000. Троян: Фондация Манфред Вьорнер, 2009. ISBN 978-954-92032-4-0